# Вогонь (У-сін)
У китайській філософії вогонь ( кит. спр. 火, піньїнь: huǒ) — це елемент, у якому уособлюється процвітання матерії або стадія процвітання матерії.  Вогонь є другою фазою У Сін.
Вогонь за характером відноситься до ян. Його рух є висхідним, а його енергія є конвективною.
Стихія вогню асоціюється із сезоном літа, півднем, планетою Марс, червоним кольором (асоціюється з надзвичайною удачею), спекотною погодою, денним світлом і червоним птахом (Zhu Que) у чотирьох символах .

## Атрибути
У традиційній китайській медицині атрибутами вогню є динамічність, сила та наполегливість; однак він також пов'язаний з неспокоєм. Стихія вогню забезпечує тепло, ентузіазм і творчість; однак його надлишок може викликати агресію, нетерплячість та імпульсивність. Так само вогонь дає тепло та спеку; однак його надлишок також може спричинити самозгоряння.
Серед негативних емоцій вогонь асоціюється з ненавистю, а серед позитивних – з радістю.
Органами, пов'язаними з елементом Вогню є серце (інь) та тонка кишка (ян), язик і пульс тіла.

## Астрологія
Стихія відіграє важливу роль у китайській астрології та у вченні феншуй. Вогонь є одним з 10 небесних стовбурів (п’яти елементів у формах інь і ян ), які поєднуються з 12 земними гілками (або китайськими знаками зодіаку), утворюючи шістдесятирічний цикл .
Роки вогняного Ян закінчуються числом 6 (наприклад, 1976). Роки Ян завжди закінчуються парним числом.
Роки вогняного Інь закінчуються числом 7 (наприклад, 1977). Роки Інь завжди закінчуються непарним числом.
Вогонь орудує китайськими знаками зодіаку Змія та Кінь . 
Літаюча зірка фен-шуй використовує число 9 для символізації вогню.
Південний кут вивільняє енергію вогню, як стверджує Іцзин і Феншуй. Її також називають енергією руйнування та відновлення. Вона також безпосередньо стосується щасливого любовного життя. 

## Цикли У Сін
У відновлювальному циклі Ву-Сін дерево породжує вогонь, оскільки «вогонь виникає шляхом тертя двох шматків дерева», і його потрібно підживлювати деревиною; Вогонь породжує землю, оскільки «вогонь перетворює все на попіл, який  стає частиною землі».
У циклі завоювання елемент води перемагає вогонь, оскільки «ніщо не загасить вогонь так швидко, як вода»; Вогонь перемагає елемент металу, оскільки його «можна розплавити та виковувати» лише за допомогою полум’я чи тепла.